# Laurence Courtois
Laurence Courtois (ur. 18 stycznia 1976 w Kortrijk) – belgijska tenisistka, od 1993 roku o statusie profesjonalnym.
Występowała głównie w turniejach deblowych, w których zdobyła cztery tytuły. W 1996 roku zajmowała 37. miejsce w rankingu WTA. W Australian Open 1996 dotarła do trzeciej rundy i jest to jej największe wielkoszlemowe osiągnięcie. W deblu zawodniczka numer 32. w 2000 roku.
Reprezentantka Belgii w Pucharze Federacji i igrzyskach olimpijskich.
Wygrywała juniorskie wielkoszlemowe turnieje deblowe.

## Finały turniejów WTA
| Legenda                | Legenda |
| ---------------------- | ------- |
| Wielki Szlem           |         |
| Igrzyska olimpijskie   |         |
| WTA Tour Championships |         |
| 1988 – 2008            |         |
| Kategoria I            |         |
| Kategoria II           |         |
| Kategoria III          |         |
| Kategoria IV           |         |
| Kategoria V            |         |

### Gra pojedyncza
| Końcowy wynik | Nr | Data            | Turniej  | Nawierzchnia | Przeciwniczka       | Wynik finału |
| ------------- | -- | --------------- | -------- | ------------ | ------------------- | ------------ |
| Finalistka    | 1. | 19 maja 1996    | Cardiff  | Ceglana      | Dominique Van Roost | 4:6, 2:6     |
| Finalistka    | 2. | 13 czerwca 1999 | Taszkent | Twarda       | Anna Smasznowa      | 3:6, 3:6     |

### Gra podwójna
| Końcowy wynik | Nr | Data                 | Turniej    | Nawierzchnia    | Partnerka               | Przeciwniczki                             | Wynik finału     |
| ------------- | -- | -------------------- | ---------- | --------------- | ----------------------- | ----------------------------------------- | ---------------- |
| Zwyciężczyni  | 1. | 20 lutego 1994       | Paryż      | Dywanowa (hala) | Sabine Appelmans        | Mary Pierce Andrea Temesvári              | 6:4, 6:4         |
| Finalistka    | 1. | 8 stycznia 1995      | Dżakarta   | Twarda          | Nancy Feber             | Claudia Porwik Irina Spîrlea              | 2:6, 3:6         |
| Finalistka    | 2. | 14 kwietnia 1996     | Dżakarta   | Twarda          | Nancy Feber             | Rika Hiraki Naoko Kijimuta                | 6:7, 5:7         |
| Finalistka    | 3. | 19 maja 1996         | Cardiff    | Ceglana         | Els Callens             | Katrina Adams Mariaan de Swardt           | 0:6, 4:6         |
| Finalistka    | 4. | 26 października 1997 | Luksemburg | Dywanowa (hala) | Meike Babel             | Łarysa Neiland Helena Suková              | 2:6, 4:6         |
| Zwyciężczyni  | 2. | 9 sierpnia 1998      | Stambuł    | Twarda          | Meike Babel             | Åsa Carlsson Florencia Labat              | 6:0, 6:2         |
| Zwyciężczyni  | 3. | 25 kwietnia 1999     | Kair       | Ceglana         | Arantxa Sánchez Vicario | Irina Spîrlea Caroline Vis                | 5:7, 6:1, 7:6    |
| Zwyciężczyni  | 4. | 24 października 1999 | Bratysława | Twarda (hala)   | Kim Clijsters           | Wolha Barabanszczykawa Lilia Osterloh     | 6:2, 3:6, 7:5    |
| Finalistka    | 5. | 5 listopada 2000     | Lipsk      | Dywanowa (hala) | Kim Clijsters           | Arantxa Sánchez Vicario Anne-Gaëlle Sidot | 7:6(6), 5:7, 3:6 |

## Wygrane turnieje rangi ITF
| turnieje z pulą nagród 100 000 $ |
| turnieje z pulą nagród 75 000 $  |
| turnieje z pulą nagród 50 000 $  |
| turnieje z pulą nagród 25 000 $  |
| turnieje z pulą nagród 15 000 $  |
| turnieje z pulą nagród 10 000 $  |

### Gra pojedyncza
|    | Data       | Turniej   | ($)    | Naw.   | Finalistka           | Wynik         |
| 1. | 17/08/1992 | Koksijde  | 10 000 | ziemna | Olga Lugina          | 6:3, 3:6, 6:3 |
| 2. | 13/09/1993 | Sofia     | 25 000 | ziemna | Swetłana Kriwenczewa | 6:1, 6:1      |
| 3. | 27/09/1993 | Kirchheim | 25 000 | ziemna | Barbara Paulus       | 6:1, 6:3      |

## Finały juniorskich turniejów wielkoszlemowych

### Gra pojedyncza (2)
| Końcowy wynik | Rok  | Turniej     | Nawierzchnia | Przeciwniczka  | Wynik finału |
| Finalistka    | 1992 | Wimbledon   | Trawiasta    | Chanda Rubin   | 2:6, 5:7     |
| Finalistka    | 1993 | French Open | Ceglana      | Martina Hingis | 5:7, 5:7     |

### Gra podwójna (3)
| Końcowy wynik | Rok  | Turniej     | Nawierzchnia | Partnerka   | Przeciwniczki                  | Wynik finału  |
| Zwyciężczyni  | 1992 | French Open | Ceglana      | Nancy Feber | Lindsay Davenport Chanda Rubin | 6:1, 5:7, 6:4 |
| Zwyciężczyni  | 1993 | French Open | Ceglana      | Nancy Feber | Lara Bitter Maaike Koutstaal   | 3:6, 6:1, 6:3 |
| Zwyciężczyni  | 1993 | Wimbledon   | Trawiasta    | Nancy Feber | Hiroko Mochizuki Yuka Yoshida  | 6:3, 6:4      |